# Bathygobius soporator
Bathygobius soporator és una espècie de peix de la família dels gòbids i de l'ordre dels perciformes.

## Morfologia
Els mascles poden assolir els 15 cm de longitud total.

## Distribució geogràfica
Es troba a l'Atlàntic oriental (des del Senegal fins a Angola), a l'Atlàntic occidental (des de Florida, Bermuda i les Bahames fins a Santa Catarina -Brasil-) i a la mar Mediterrània.